# Medan (Indonesië)

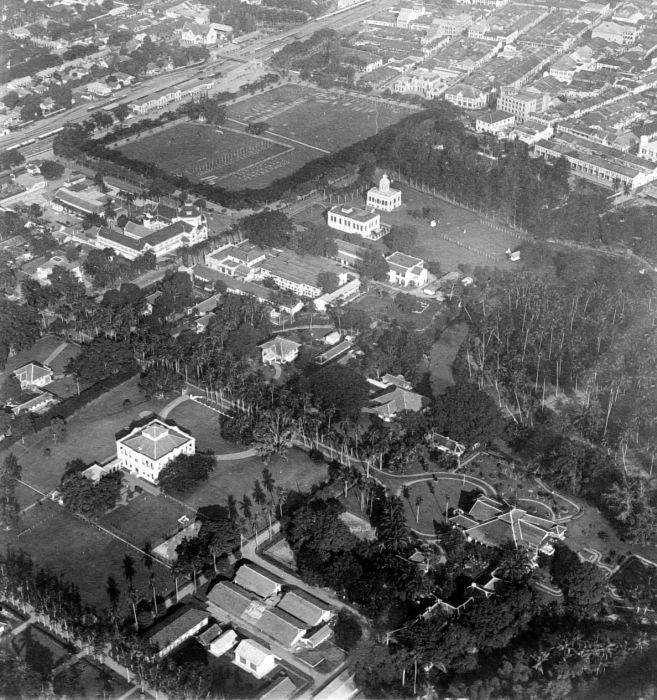
Luchtfoto van Medan in de jaren 1920-1940

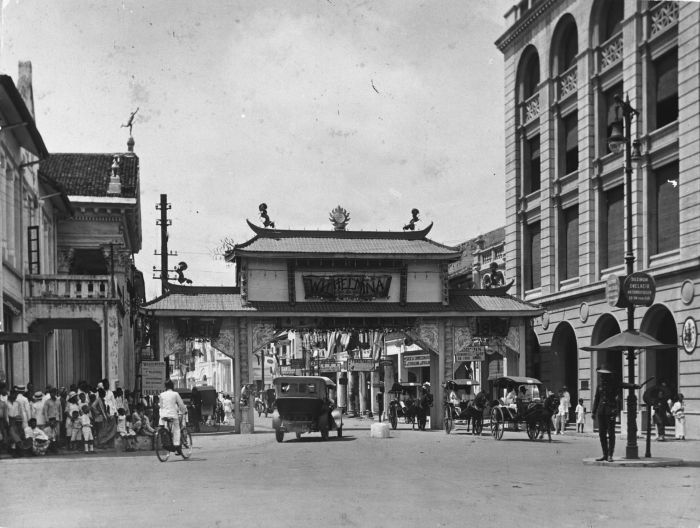
Chinese erepoort op Kesawan tijdens de viering van het vijfentwintigjarig regeringsjubileum van Koningin Wilhelmina (1923)

Medan (Indonesisch: "plein", "veld", "vlakte") is de hoofdstad van de provincie Noord-Sumatra (Sumatra Utara), op het eiland Sumatra in Indonesië.

## Geschiedenis
Medan ligt rond een riviermonding waar zich ongeveer 10.000 jaar geleden jagers en verzamelaars vestigden. Zij behoorden tot de Hòa Bìnhcultuur en lieten bergen oude schepen en schelpen, van de zeedieren die ze aten, achter. Deze neolithische schelpenhopen zijn tegenwoordig door de commerciële kalkbranders grotendeels verwoest. Rond 1000 v.Chr. (of al eerder) bezochten Arabische, Indiase en Chinese handelaren de kusten in de buurt van Medan op zoek naar kostbare aromatische boomharsen (kamfer en benzoë) uit de valleien van Bukit Barisan. Resten van een vroege handelspost zijn gevonden in Kota Cina ("Chinatown"), de grote haven ten noorden van Medan.
In de volgende eeuwen vestigden kooplieden en zeelui zich in nederzettingen langs de rivieren. Islamitische Maleise heersers van deze nederzettingen profiteerden van de bloeiende internationale handel. In 1536 werd Aru, een Maleis koninkrijk bij het huidige Medan (Deli Tua) binnengevallen door het koninkrijk Atjeh. Inzet van de strijd waren de rijke hulpbronnen van het achterland, met name peper.
Begin 17e eeuw werd Aru door Atjeh overwonnen. Tot het begin van de 19e eeuw zou Atjeh zowel de oostelijke als de westelijke kusten van Sumatra beheersen. Door de enorme welvaart verkregen uit de peperhandel met de Britten groeiden de welvaart en onafhankelijkheid van Deli en de aangrenzende Maleise koninkrijkjes sterk, maar hun macht bleef beperkt tot de gebieden in de directe omgeving van de riviermondingen.
In 1862 haalde de Nederlander Jacob Nienhuys de sultan van Deli over hem toestemming te verlenen voor het verbouwen van tabak op de vruchtbare vulkanische grond. Het gebied onderging een sterke transformatie, ten koste van het tot dan toe vrijwel ongerepte regenwoud. Ook begon de sultan concessies te verlenen aan Europese ondernemers op land waar hij traditioneel geen recht op had en kreeg daarmee de bewoners van het gebied (voornamelijk Karo-Batak) tegen zich. Dit leidde tot de Sunggal-oorlog (1872-1897), maar met behulp van de Nederlanders werden de Karo verslagen.
In 1883 verleende de sultan van Langkat een onderzoeksconcessie aan Aeilko Zijlker, nadat in het Sungai Lipan-gebied aan het oppervlak olie was ontdekt. Dit leidde in 1890 tot de oprichting van de Koninklijke Nederlandsche Maatschappij tot Exploitatie van Petroleum (voorloper van de Koninklijke Shell) met een kapitaal van 1,1 miljoen gulden.
De internationale wereld investeerde grote bedragen in het gebied, met kapitaal uit België, Duitsland, Japan, Nederland, de VS, het Verenigd Koninkrijk, Scandinavië en Zwitserland. Duizenden gastarbeiders werden naar de plantages gehaald omdat de autochtone bevolking te gering in aantal was en niet voor de Europeanen wilde werken. Deze gastarbeiders kwamen uit China en India en later ook van Java en Madoera.
In 1946 kwam hier een einde aan door een "sociale revolutie" van jonge rebellen buiten Medan. Van de Maleise aristocratie werden velen vermoord.
Op 4 september 1947 hielden ongeveer 12.000 Chinese Indonesiërs een protestmars tegen het leger, de Tentara Nasional Indonesia. Op de spandoeken werden de onmenselijke daden van de TNI tegen de Chinezen afgebeeld.
Tegenwoordig is Medan een zakencentrum voor olie- en landbouwondernemingen.

## Demografie
In 2003 had Medan 2.392.922 inwoners.
De bevolking van Medan bestaat tegenwoordig voornamelijk uit Chinezen, Sumatranen (voornamelijk Batak maar ook Minangkabau), Atjehers en Maleiers. Ver voor de migratie van Javanen en Chinezen naar Medan, werd het gebied veelal bevolkt door de Batak die nu een minderheid zijn geworden.

### Chinezen
De Chinese bevolkingsgroep is vanwege de vele plantages en olie-installaties, die hier sinds 1870 werden aangelegd, als contract-koelies gekomen. Procentueel wonen in deze stad de meeste etnische Chinezen van Indonesië. Bij de volkstelling van 1930 vormden de Chinezen zelfs procentueel met 35,63% de grootste bevolkingsgroep van Medan. In 1980 was dat nog maar 12,8% en twintig jaar later 10,65%, maar daarmee stonden de Chinezen wel op de tweede plaats van grote bevolkingsgroepen. De Chinezen in Medan zijn niet allemaal geassimileerd, doordat een deel nog steeds verschillende Chinese dialecten als moedertaal heeft. De Chinese dialecten die hier worden gesproken zijn Minnanyu, Puxianhua, Kantonees, Chaozhouhua, Hainanhua, Fuzhouhua en Medan-Mandarijn. Al zijn deze Chinese dialecten die hier worden gesproken nogal veranderd doordat er na drie generaties geen regelmatig contact meer was met de dialectgebieden waar ze oorspronkelijk vandaan kwamen.

## Lijst van Burgemeesters/Walikota

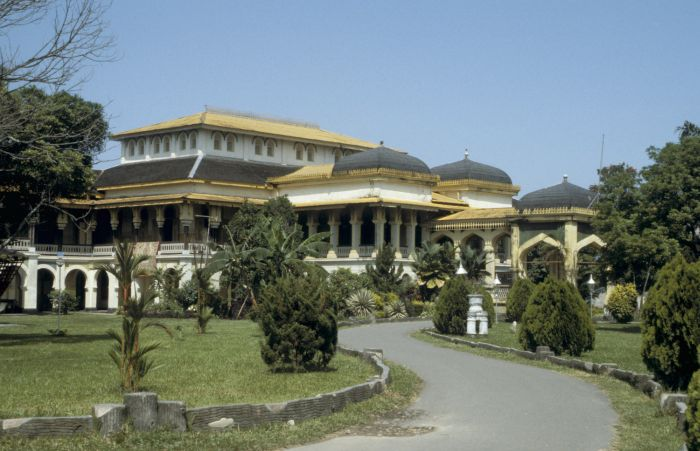
Het Istana Maimun, paleis van de sultan van Deli

Sinds de instelling van het ambt in 1918:
| Nederlands-Indische tijd: - Mr. D. baron Mackay (1918-1931) - Mr. J.M. Wesselink (1931-1935) - Mr. G. Pitlo (1935-1938) - Mr. Carl Erich Eberhard Kuntze (1938-1942). Indonesische tijd: - Luat Siregar (1945-1945) - M. Yusuf (1945-1947) - Djaidin Purba (1947-1952) - A.M. Jalaludin (1952-1954) | - Muda Siregar (1954-1958) - Madja Purba (1958-1961) - Basyrah Lubis (1961-1964) - P.R. Telaumbanua (1964-1965) - Aminurrasyid (1965-1966) - Sjoerkani (1966-1974) - A.M. Saleh Arifin (1974-1980) - H.A.S. Rangkuti (1980-1990) - Bachtiar Djafar (1990-2000) - Abdillah (2000-2008) - Drs. H. Afifuddin Lubis, MSi (2008-heden) |

## Bezienswaardigheden

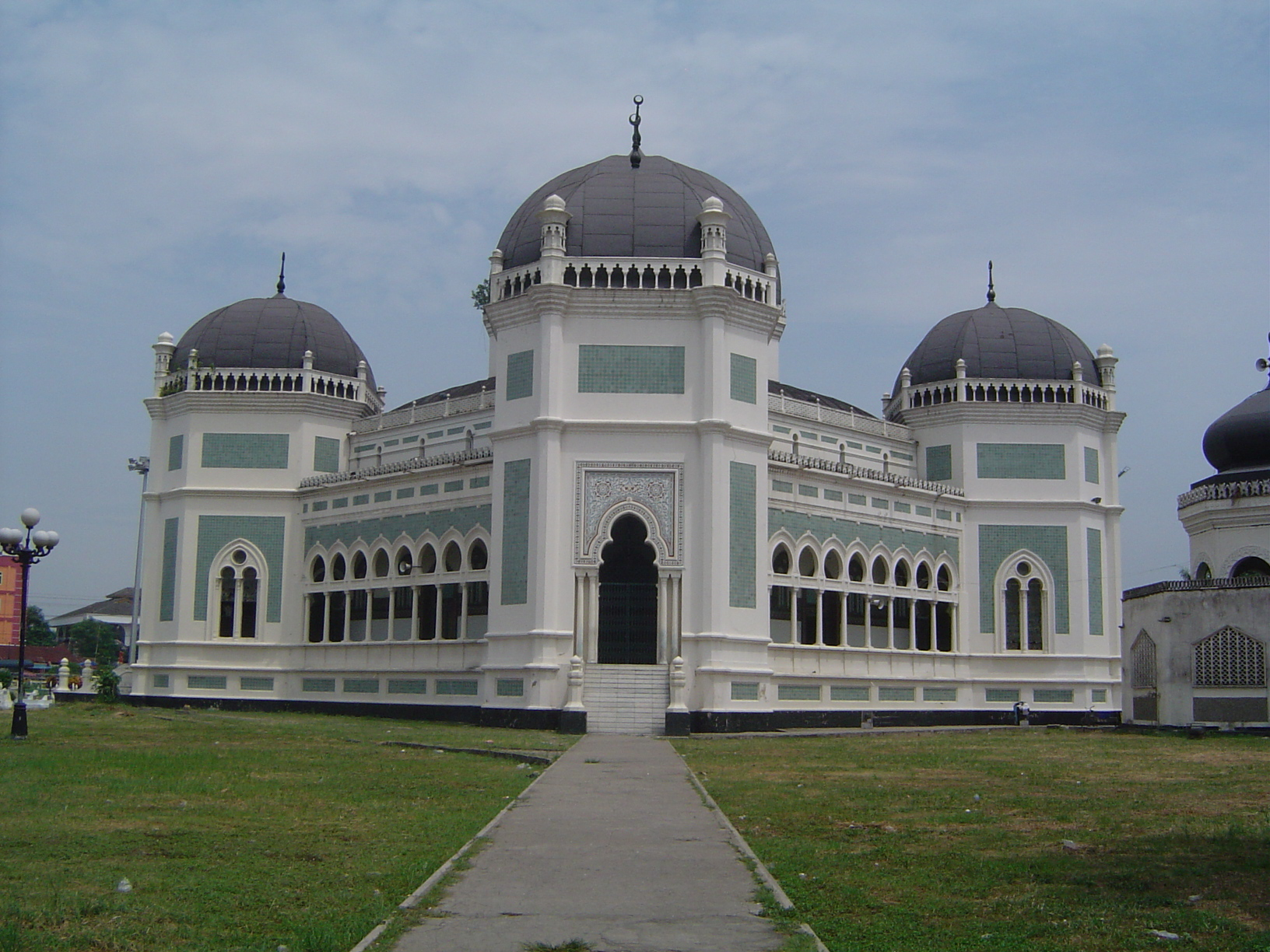
De Grote Moskee (Mesjid Raya) in Medan

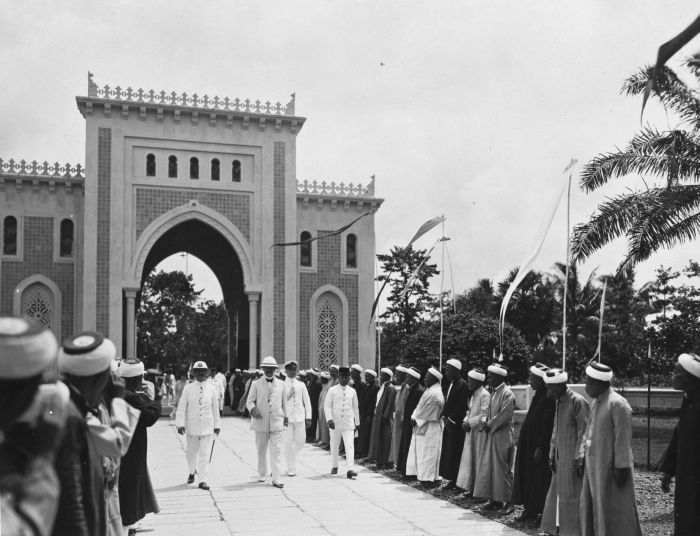
Bezoek van gouverneur-generaal Fock aan de Grote Moskee

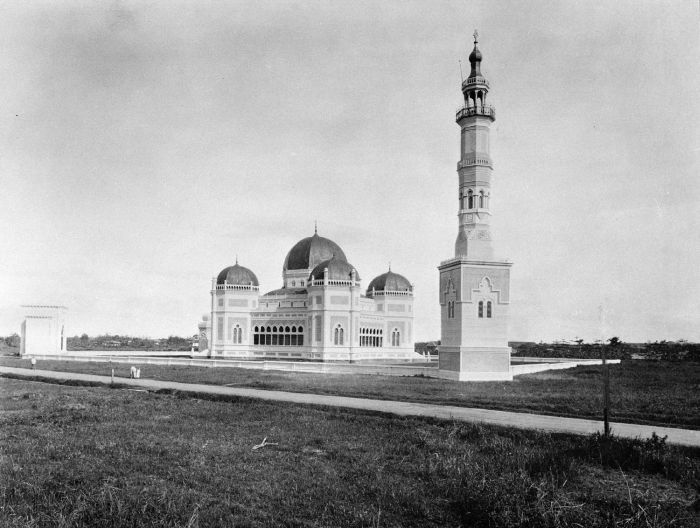
De Grote Moskee in 1910

- In de stad kan men het paleis van de sultans van Deli (Istana Maimoon) vinden, ontworpen door een Italiaans architect (1888).
- Ook heeft Medan een beroemde moskee, de Mesjid Raya (de "Grote Moskee").

Zo'n drie uur reizen van Medan (aan beide kanten van de grens tussen Atjeh en Noord-Sumatra) ligt het bekende nationale park Gunung Leuser waar het opvangcentrum Bohorok voor Orang-oetans is gevestigd (bij Bukit Lawang).

## Economie
In het gebied werd vooral tabak verbouwd maar ook rubber, palmolie, sisal en thee. Rond 1925 was er een gebied van meer dan een miljoen hectare oerwoud gekapt en gecultiveerd. De hoven van de sultans van het gebied konden zich door hun enorme rijkdom meten met die van het Maleise schiereiland en Java.
De stad heeft ongeveer 2,5 miljoen inwoners en is een zakencentrum voor olie- en landbouwondernemingen.
Medan is de grootste stad op Sumatra en de derde van Indonesië, na Jakarta en Soerabaja. Door de snelle groei van de stad na de onafhankelijkheid (door instroom van Batak en andere migranten uit heel Indonesië) heeft de stad moeite met het onderhouden van een infrastructuur en zijn er problemen met het water, de elektriciteit en de riolering. Ook vervuiling wordt een steeds groter probleem. Mede door ontbossing in het achterland hebben de lagergelegen delen van de stad steeds meer te maken met overstromingen.

## Transport
Medan heeft een internationale luchthaven, genaamd Kuala Namu, gelegen in het regentschap Deli Serdang. De bouw werd op 29 juni 2006 gestart en de eerste vluchten van Kuala Namu vertrokken op 25 juli 2013 en sindsdien vertrekken alle vluchten op deze luchthaven. Tot 25 juli 2013 gingen alle vluchten via een andere internationale luchthaven, genaamd Polonia.
De nieuwe luchthaven kan ook per trein bereikt worden, waarmee het de eerste in Indonesië is met een integraal spoorwegstation. Het station van de stad bestaat al sinds 1883. Anno 2017 zijn naast de luchthaven een paar andere bestemming in noordelijk Sumatra per spoor bereikbaar.

## Partnersteden
- Chengdu (China), sinds 2001
- Ichikawa, Chiba (Japan)
- George Town (Maleisië)
- Gwangju (Zuid-Korea)

## Bekende personen uit Medan

### Geboren
- Jacob Eduard Feenstra (1882-1946), Nederlands oorlogsmisdadiger
- Peter Alma (1886-1969), Nederlands beeldend kunstenaar
- Jan van Breda Kolff (1894-1976), Nederlands voetballer
- Mop van Bruggen (1905-1965), kunstschilder
- Bernard Lievegoed (1906-1992), Nederlands organisatiedeskundige en publicist
- Amir Sjarifoeddin (1907-1948), politicus
- Tom Degenaars (1921-2005), Nederlandse ingenieur en geestelijke van de Vrij-Katholieke Kerk, gnostisch-theosofisch kerkgenootschap
- Chairil Anwar (1922-1949), dichter
- Hetta Statius Muller (1930-2018), Nederlands beeldhouwer
- Jan Jacobs Mulder (1940-2019), Nederlands beeldend kunstenaar
- Cees Korvinus (1950), Nederlands advocaat en VARA-voorzitter
- Muchtar Pakpahan (1953), journalist, vakbondsvoorzitter en mensenrechtenverdediger

### Nederlandse bisschoppen van Medan
- M. Brans (1933-1954)
- A.H. van den Hurk (1955-1976)

## Diversen

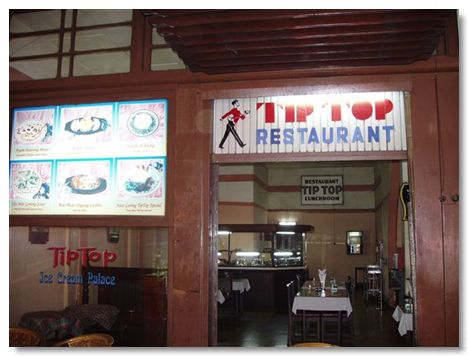
Restaurant Tip Top

- Het boek "Rubber" (later verfilmd) van Madelon Székely-Lulofs gaat over de begintijd van de rubberplantages en speelt zich hier af. Haar man (Laszlo) schreef er eveneens een boek over.
- Restaurant Tip Top is de laatste nog bestaande horecagelegenheid in Medan die nog stamt uit de koloniale tijd (1934).
- De planters uit de omgeving waren alleen in het weekend vrij en gingen dan in Hotel De Boer hun geld excessief uitgeven (op wat ze noemden Hari Besar vertaald de Grote Dag).
- Medan was in het voorjaar van 1980 gastheer van een internationaal voetbaltoernooi, genaamd de Mara Halim Cup, met deelname van onder meer Luxemburg, Thailand en Zuid-Korea.
- De sultan van Langkat werd wegens bedreigingen naar Medan geëvacueerd en bracht de onafhankelijkheidsstrijd in Medans bekendste Hotel De Boer door, zijn gezin met andere familieleden werd echter vermoord. Dit vermoorden van de adel in en rond Medan tijdens de onafhankelijkheidsstrijd (maart 1946) staat bij hen bekend als revolusi sosial.
- Op 5 september 2005 stortte een Boeing 737 van de Indonesische luchtvaartmaatschappij Mandala Airlines vlak na het vertrek neer bij een woonwijk in Medan. Er vielen minstens 150 slachtoffers. Zie ook Mandala Airlines Vlucht 091.
- Het bekende sigarenmerk Medan wordt gemaakt van Sumatraanse tabaksbladeren afkomstig van rondom Medan, de sigaren worden echter in Nederland geproduceerd.